# White Sands (Nuovo Messico)
White Sands è un census-designated place (CDP) degli Stati Uniti d'America, situato nello stato del Nuovo Messico, nella contea di Doña Ana.
È stata sede dei primi voli spaziali americani.